# Paula Seling
Paula Seling, chanteuse et animatrice de télévision  roumaine, est née le 25 décembre 1978 à Baia Mare, Roumanie. Elle a appris le chant et le piano et suivi des études de journalisme.
Le 6 mars 2010, elle a été choisie lors d'une finale nationale pour représenter la Roumanie au Concours Eurovision de la chanson en 2010 avec la chanson Playing with Fire (Jouer avec le feu) en duo avec le chanteur roumain expatrié en Norvège Ovi Martin. Le 29 mai 2010, le duo prend la troisième place de la finale de l'Eurovision de la chanson 2010 à Oslo avec un total de 162 points.
Paula a, le 1er mars 2014, été sélectionnée pour représenter une deuxième fois la Roumanie à l'Eurovision pour l'édition 2014, de nouveau avec Ovi. Ils concoururent lors de la deuxième demi-finale, le jeudi 8 mai 2014 avec leur chanson Miracle et se qualifièrent pour la grande finale du 10 mai où ils atteignirent la 12e place avec 72 points.

## Discographie
- Only Love (1998)
- Stiu ca exist (1998)
- Colinde si Cantece sfinte (1998)
- De dragoste (1999)
- Ma voi intoarce (2001)
- Stii ce inseamna (2001)
- Prima selectie (2001)
- Albumul de craciun (2002)
- Fara sfarsit (2003)
- De Sabarbatori (2006)